# Байбайин
Байбайи́н или алиба́та (таг. и илок. Baybayin ᜊᜌ᜴ᜊᜌᜒᜈ᜴, , себ. Alibata) — система письма, бывшая в ходу на Филиппинах до прихода испанцев и имеющая сходства с яванской письменностью кави и с южноиндийским письмом наподобие брахми, а возможно, восходящая к бугийской письменности, использовавшейся на Сулавеси.

## История
Когда испанцы прибыли на Филиппины и решили перевести Doctrina Cristiana («Христианское учение») на тагальский язык, чтобы облегчить обращение местного населения в христианство, они использовали письменность байбайин. Её продолжали использовать на Филиппинах вплоть до XIX века, когда испанцы ввели для филиппинских языков латинский алфавит. Сам термин «байбайин» буквально обозначает «письмо, произнесение по слогам или по буквам».
В 1989 году в озере Лагуна-де-Бай была найдена медная гравированная доска, датированная 21 апреля 900 года (по индийскому календарю). Надпись на этой доске содержала санскритские, старояванские, старомалайские и старотагальские слова (написанные на разновидности байбайин) и сообщала об освобождении её владельца по имени Намваран от долга золотом. Старотагальский текст был дешифрован голландским языковедом Антоном Постмой (нидерл. Anton Postma). Сейчас этот документ хранится в Национальном Музее Филиппин.

## Алфавит
По своему типу это письмо является абугидой, использующей сочетания согласный-гласный. Каждый символ, используемый без дополнительных значков, означает слог, состоящий из согласного и гласного «а». Для обозначения слогов с другими гласными используются значки, помещаемые либо сверху согласного (для обозначения звуков «E» или «I», являющихся аллофонами) или снизу («O» или «U»). Значок называется «кудлит» (kudlit). Кудлит не обозначает отдельно стоящие гласные, для них есть свои символы.
Однако в исконной форме одиночный согласный не может существовать. Это доставило известные трудности испанским священникам, переводившим книги на язык местного населения. Святой отец Франсиско Лопес изобрёл свой собственный кудлит в форме креста (соотнося это с христианской традицией). Этот крестообразный кудлит использовался в точности как вирама в индийской письменности деванагари.

### Шрифты
- Paul Morrow’s Baybayin Fonts
- Nordenx’s Baybayin Modern Fonts